# Teemu Pukki
Teemu Eino Antero Pukki (* 29. März 1990 in Kotka) ist ein finnischer Fußballspieler. Nach Stationen in zahlreichen Ländern, unter anderem in der Bundesliga für den FC Schalke 04 und in Schottland für Celtic Glasgow, spielt er seit Januar 2025 wieder in seiner Heimat bei HJK Helsinki. Seit dem 12. Oktober 2021 ist er Rekordtorschütze der finnischen Fußballnationalmannschaft.

## Karriere

### Verein

#### FC KooTeePee
Pukki begann seine Karriere beim FC KooTeePee, für den er am 21. April 2006 gegen HJK Helsinki sein Ligadebüt gab. Nachdem er in der Saison 2006 lediglich fünfmal zum Einsatz gekommen war, lief er 2007 24-mal auf, wobei er drei Saisontore erzielte.

#### FC Sevilla
Im Januar 2008 wechselte er zum spanischen Verein FC Sevilla, bei dem er einen Dreieinhalbjahresvertrag unterschrieb. Nachdem er dort den Copa del Rey der Juniorenmannschaften gewonnen hatte, wurde er fast ausschließlich bei Sevilla Atlético, der zweiten Mannschaft, eingesetzt. Sein Debüt dort absolvierte er am sechsten Spieltag der Segunda División 2008/09 im Spiel gegen Real Sociedad, in dem er den einzigen Treffer des Spiels markierte.
Am 7. Dezember 2008 wurde Pukki für das Ligaspiel gegen Real Madrid erstmals in den Kader der A-Mannschaft berufen, aber nicht eingesetzt. Sein Debüt in der Primera División folgte am 25. Januar 2009 gegen Racing Santander, als er in der 62. Minute für Ivica Dragutinović eingewechselt wurde.

#### HJK Helsinki
Da er sich in Sevilla nicht gut aufgehoben fühlte, wechselte Pukki im August 2010 zu HJK Helsinki; dort unterschrieb er einen Dreieinhalbjahresvertrag. In seinem zweiten Ligaspiel am 12. September 2010 traf er zum ersten Mal beim 1:1-Unentschieden gegen FF Jaro. Am Ende des Jahres standen sieben Spiele, zwei Tore und der Gewinn der Veikkausliiga 2010 zu Buche. 2011 kam Pukki dann regelmäßig zum Einsatz und erzielte am 22. Juni beim 6:0-Sieg über Turku PS seinen ersten Hattrick.
Im Juli 2011 kam Pukki erstmals in der Champions-League-Qualifikation gegen Bangor City zum Einsatz. Beim 3:0-Hinspielerfolg spielte er 83 Minuten; im Rückspiel erzielte er beim 10:0-Kantersieg den sechsten und den achten Treffer. In der dritten Qualifikationsrunde schied Helsinki jedoch mit 1:3 nach Hin- und Rückspiel gegen Dinamo Zagreb aus. Daraufhin kam der Verein in die Playoffs zur UEFA Europa League, in denen man auf den FC Schalke 04 traf. Im Hinspiel am 18. August erzielte Pukki beim überraschenden 2:0-Heimsieg beide Tore. Auch beim Rückspiel in der Gelsenkirchener Veltins-Arena eine Woche später erzielte Pukki einen Treffer, jedoch verlor Helsinki mit 1:6 und schied aus.

#### FC Schalke 04
Nachdem Pukki mit Helsinki aus der Europa League ausgeschieden war, wechselte er am 31. August 2011 zum FC Schalke 04, bei dem er einen Vertrag bis zum 30. Juni 2014 unterschrieb. Zu seinem Bundesliga-Debüt kam Pukki am 18. September 2011 bei der 0:2-Niederlage gegen den FC Bayern München, als er in der 66. Minute für Klaas-Jan Huntelaar eingewechselt wurde. Seine ersten beiden Bundesligatore erzielte er am 6. November 2011 (12. Spieltag) beim 2:2-Unentschieden im Auswärtsspiel bei Hannover 96. Pukki stieg schnell zum Schalker Publikumsliebling auf, blieb jedoch meist nur Einwechselspieler.

#### Celtic Glasgow
Ende August 2013 wechselte Pukki nach Schottland zu Celtic Glasgow. In seinem ersten Spiel für Celtic erzielte Pukki im Auswärts-Ligaspiel gegen Heart of Midlothian im Tynecastle Stadium nach seiner Einwechslung für Kris Commons in der 73. Minute den Treffer zum 3:1-Endstand vier Minuten vor Spielende. Drei Tage später gab er für seinen Verein sein Debüt im Europapokal am ersten Spieltag der Champions League Gruppenphase 2013/14 gegen den AC Mailand im Giuseppe-Meazza-Stadion; er wurde eingewechselt. Beim ersten Einsatz im heimischen Celtic Park stand Pukki erstmals in der Startelf im Spiel gegen den FC St. Johnstone, in dem er seinen zweiten Treffer im zweiten Spiel in der Liga markierte.

#### Brøndby IF
Im September 2014 wurde Pukki an Brøndby IF nach Dänemark verliehen. Nach Ende der Leihe wurde Pukki vom dänischen Verein fest verpflichtet. Er spielte vier Jahre für den Verein. Mit Brøndby wurde er 2017 und 2018 jeweils Vizemeister.

#### Norwich City
Zur Saison 2018/19 verpflichtete ihn der englische Zweitligist Norwich City ablösefrei. Mit den Canaries feierte er die Zweitligameisterschaft und stieg in die Premier League auf. Pukki wurde mit 29 Saisontreffern Torschützenkönig der Liga. Teemu Pukki wurde in der Saison 2019/20 zum Premier League Player of the Month im August 2019 gewählt, stieg aber am Ende der Saison mit Norwich als Tabellenletzter wieder ab. In der EFL Championship 2020/21 gelang ihm mit der Mannschaft der Wiederaufstieg.

#### Minnesota United
Im Sommer 2023 wechselte er als Designated Player zum MLS-Club Minnesota United und unterschrieb dort einen zunächst bis 2025 gültigen Vertrag.

#### HJK Helsinki
Im Januar 2025 kehrte Pukki zurück in seine Heimat zu HJK Helsinki.

### Nationalmannschaft
Pukki spielte in sämtlichen Altersklassen des finnischen Verbandes und absolvierte insgesamt zwischen der U-15 und der U-20 52 Länderspiele, in denen er 23 Tore erzielte. Auch bei der U-21-Nationalmannschaft (11/2) und der B-Nationalmannschaft Finnlands (1/0) kam er zum Einsatz. Am 4. Februar 2009 kam er bei der 1:5-Niederlage der Finnen unter Trainer Stuart Baxter in der Partie gegen Japan zu seinem A-Länderspieldebüt, als er in der 67. Minute für Jari Litmanen ins Spiel kam. Seine ersten vier Pflichtspiele bestritt er in den letzten Spielen der Qualifikation für die EM 2012, die die Finnen als Vierte abschlossen.
Sein erstes Tor für die A-Nationalmannschaft erzielte er am 26. Mai 2012 beim 3:2-Sieg gegen die Türkei zum zwischenzeitlichen 2:2-Ausgleich.
In der ebenfalls erfolglosen Qualifikation für die WM 2014 kam er in allen acht Spielen zum Einsatz und erzielte dabei zwei Tore, davon eins beim 1:1 gegen Weltmeister Spanien. Am Ende wurde es Platz 3 hinter Spanien und Frankreich. Auch die Qualifikation für die EM 2016 blieb ebenso ohne Erfolg wie die Qualifikation zur WM 2018, bei denen er jeweils in neun von zehn Spielen eingesetzt wurde. Besser lief es auch für ihn in der erstmals ausgetragenen UEFA Nations League 2018/19. In den ersten drei Spielen konnte er jeweils den 1:0-Siegtreffer erzielen und damit wesentlich zum Aufstieg von Gruppe C in Gruppe B beitragen. Noch besser lief es in der Qualifikation für die EM 2021. Mit zehn Toren als viertbester Torschütze der Qualifikation hatte er wesentlichen Anteil daran, dass sich die Finnen erstmals für ein großes Turnier qualifizieren konnten. Er wurde daraufhin zum Fußballer des Jahres in Finnland gewählt. Mit zwei Toren trug er dann auch dazu bei, dass die Finnen die Liga in der UEFA Nations League 2020/21 halten konnten.
In die Qualifikation zur WM 2022 startete er im März 2021 mit drei Toren in zwei Spielen und ist nun mit 30 Toren zweitbester Torschütze der Nationalmannschaft hinter Jari Litmanen (32), der nicht mehr aktiv ist.
Für die Europameisterschaft 2021 wurde er in den finnischen Kader berufen. Er wurde in den drei Spielen eingesetzt, aber jeweils in der Schlussphase ausgewechselt. Nach einem Auftaktsieg gegen Dänemark, der von dem Zusammenbruch des Dänen Christian Eriksen überschattet wurde, verloren die Finnen gegen Russland und Belgien und schieden als zweitschlechtester Gruppendritter aus.
Am 12. Oktober 2021 stellte beim WM-Qualifikationsspiel gegen Kasachstan mit seinem 32. Länderspieltor zunächst den Rekord von Jari Litmanen ein und wurde mit seinem 33. Länderspieltor alleiniger Rekordhalter.

## Titel und Erfolge
Nationalmannschaft
- Zweiter beim Baltic Cup 2012
- Dritter beim Baltic Cup 2014

FC Sevilla
- Copa del Rey Juvenil de Fútbol: 2008

HJK Helsinki
- Veikkausliiga 2010

Celtic Glasgow
- Scottish Premiership 2013/14

Brøndby IF
- Dänischer Pokalsieger 2018

Norwich City
- Englischer Zweitligameister 2018/19

## Auszeichnungen
- Fußballer des Jahres in Finnland 2019 (Sportjournalisten und Fußballverband) und 2020 (Fußballverband)

## Trivia
Im Lied Laulu ilman sanoja der finnischen Band Gasellit (feat. ABREU) wird eine finnische Nationalmannschaft ohne Pukki als unmöglich oder unvorstellbar beschrieben.